# 张新建 (导演)
张新建（1954年—），汉族，山东济南人，中国电视剧导演、制片人。

## 生平
毕业于中央戏剧学院导演系。

## 作品
代表作有《闯关东》、《知青》、《青岛往事》、《老农民》。